# 西海市立平島小中学校
西海市立平島小中学校（さいかいしりつ ひらしましょうちゅうがっこう, Saikai City Hirashima Elementary School and Junior High School）は長崎県西海市崎戸町平島にある公立の小・中併設校。
2024年（令和6年）4月より、小学校・中学校ともに休校となっている。

## 概要
歴史
1874年（明治7年）に開校した「公立下等平島小学校」を前身とし、1947年（昭和22年）の学制改革の際に新制中学校を併設。2014年（平成26年）に創立140年を迎える。
学校教育目標
「自ら気づき、考え、やり通す児童生徒の育成」
校章
1967年（昭和42年）に制定。中央に校名の「平」と「小」と「中」の文字を図案化し組み合わせたものを置いている。
校歌
小中共通。1959年（昭和34年）に制定。作詞は島内八郎、作曲は寺崎良平による。歌詞は3番まであり、各番に校名の「平島校」が登場する。
校区
住所表記で「西海市崎戸町平島」の地域全域。

## 沿革
- 1874年（明治7年）- 学制に基づき、平島村内の旧庄屋跡に「公立下等平島小学校」（4年制）が開校。
- 1881年（明治14年）- 教育令改正後の「小学校教則綱領」の制定により、「公立初等平島小学校」（3年制）となる。
- 1886年（明治19年）9月 - 小学校令の制定により、簡易科（3年制）を設置し、「簡易平島小学校」に改称。
- 1889年（明治22年）4月1日 - 町村制の施行により、平島村立の小学校となる。
- 1890年（明治23年）- 小学校令の改正により、簡易科を廃止の上、尋常科（4年）を設置し、「尋常平島小学校」に改称。
- 1892年（明治25年）- 校舎を増築。
- 1893年（明治26年）4月1日 - 小学校令の一部改正により、「平島尋常小学校」に改称（「尋常」の位置が変わる）。
- 1908年（明治41年）4月1日 - 小学校令の一部改正により、義務教育年限が尋常科4年から尋常科6年に延長されたことにより、尋常科5年を新設。
- 1909年（明治42年）4月1日 - 尋常科6年を新設（尋常科6年が完成）。
- 1911年（明治44年）- 新校舎が完成。
- 1918年（大正7年）5月17日 - 平島実業補習学校を併設。
- 1924年（大正13年）4月1日 - 高等科（2年制）を併設し、「平島尋常高等小学校」に改称（尋常科6年・高等科2年）。
- 1935年（昭和10年）4月1日 - 青年学校令の施行により、併設の平島実業補習学校が「平島青年学校」に改称。
- 1941年（昭和16年）4月1日 - 国民学校令の施行により、「平島村国民学校」に改称。尋常科を初等科に改称（初等科6年・高等科2年）。
- 1947年（昭和22年）4月1日 - 学制改革（六・三制の実施）が行われる。
  - 旧・平島村国民学校の初等科が改組され、「平島村立平島小学校」が発足。
  - 旧・平島村国民学校の高等科と平島青年学校が改組され、「平島村立平島中学校」（新制中学校）が発足し、小学校に併設される。
- 1951年（昭和26年）2月13日 - 新校舎が完成。
- 1956年（昭和31年）9月1日 - 町村合併により、「崎戸町立平島小中学校」と改称。
- 1959年（昭和34年）2月14日 - 校歌を制定。
- 1966年（昭和41年）
  - 2月26日 - 中学校女子制服を制定。
  - 7月1日 - パン給食を開始。
- 1967年（昭和42年）10月13日 - 校章を制定。
- 1968年（昭和43年）1月17日 - 新校舎が完成。校旗を新調。
- 1978年（昭和53年）5月19日 - 運動場を整備。
- 1983年（昭和58年）3月7日 - 体育館が完成。
- 1989年（平成元年）9月1日 - 運動場を改修。
- 1991年（平成3年）11月17日 - コンピュータ室を設置。
- 2000年（平成12年）9月25日 - 校舎の大規模改修工事を実施。
- 2005年（平成17年）4月1日 - 町村合併により、「西海市立平島小中学校」（現校名）に改称。
- 2007年（平成19年）3月9日 - 校旗を新調。
- 2009年（平成21年）
  - 7月28日 - 木造の新校舎が完成。
  - 9月25日 - 特別教室棟の耐震工事を完了。
- 2012年（平成24年）- 住所表記の番地が741番地（旧番地）から734番地（現番地）に変更となる。
- 2017年（平成29年）3月31日 - 中学校が休校。
- 2024年（令和6年）4月1日 - 小学校、中学校ともに休校となる[1]。

## 交通アクセス
最寄りのバス停
- 島内に路線バスは運行していない。

最寄りの港
- 平島港 - 平島 (長崎県)#アクセスを参照。

## 周辺
- 平島郵便局
- 平島診療所

## 参考資料
- 「西彼杵郡現勢一班」（1926年（昭和元年）12月31日発行, 出版:郡役所廃止記念会）- 国立国会図書館近代デジタルライブラリー p.375（コマ番号198）
- 「崎戸町の歴史」（1978年（昭和53年）発行, 崎戸町教育委員会）